# 21세기 오스트레일리아당
21세기 오스트레일리아당(영어: 21st Century Australia Party)은 "논란이 많은 장광설을 늘어놓는" (ABC 뉴스가 그에게 준 설명) 제이미 맥킨타이어에 의해 설립된 오스트레일리아의 정당이다. 이 정당의 정책은 오스트레일리아의 정치 체계를 3개보다는 2개로 줄이는 주 정부의 필요성을 다시한번 재검토할 필요성과 특정 세금을 재검토할 필요성을 포함하고 있다.